# Dreamland (Black Box)
Dreamland è il primo album in studio del gruppo musicale italo house Black Box, pubblicato nel 1990.

## Tracce
Tutti i brani sono di Daniele Davoli, Mirko Limoni e Valerio Semplici, eccetto dove indicato.
1. Everybody Everybody – 5:24
2. I Don't Know Anybody Else – 4:36
3. Open Your Eyes – 5:21
4. Fantasy (Eduardo del Barrio, Maurice White, Verdine White) – 5:14
5. Dreamland – 2:03
6. Ride on Time (Daniele Davoli, Mirko Limoni, Valerio Semplici, Dan Hartman) – 4:37
7. Hold On – 5:38
8. Ghost Box – 3:57
9. Strike It Up – 5:15

## Formazione

### Gruppo
- Daniele "Dj Lelewel" Davoli - DJ, scratching, tastiere, cori
- Mirko Limoni - tastiere, programmazioni, cori
- Valerio Semplici - tastiere, programmazioni,cori

### Voci
- Martha Wash
- Loleatta Holloway

### Altri musicisti
- Roberto Fontalan - chitarra
- Sauro Malavasi - chitarra
- Rudy Trevisi - sassofono
- Raimondo Violi - basso, chitarra